# دوورتسه (ناحیه برونتال)
دوورتسه (به چکی: Dvorce) یک منطقهٔ مسکونی در جمهوری چک است که در شهرستان برونتال واقع شده‌است. دوورتسه ۲۴٫۱۸ کیلومتر مربع مساحت و ۱٬۴۶۹ نفر جمعیت دارد و ۵۵۲ متر بالاتر از سطح دریا واقع شده‌است.